# All-Starr Band
Le All-Starr Band (Ringo Starr & His All-Starr Band) est le nom donné au groupe à formation variable qui accompagne depuis 1989 le batteur et chanteur Ringo Starr dans ses tournées.
À ce jour, Ringo a fait des tournées avec onze versions de son All-Starr Band, ce groupe où, selon Starr, « tout le monde sur scène est une star de son plein droit ».
Cela fait deux décennies, que le groupe fait des tournées. Les concerts sont successivement composés des chansons de chaque membre du groupe, Ringo chante des chansons qu'il a chanté au sein des Beatles, et chaque membre du groupe se relaie et exécute des succès de leur propre carrière.
Le groupe a produit 9 albums live entre 1990 et 2010.

## Histoire et description
Depuis 1989, Ringo Starr a tourné avec quatorze variations du groupe, où "tout le monde sur scène est une star à part entière". Ringo Starr et son All-Starr Band est un concept créé par le producteur David Fishof.
Le groupe a régulièrement tourné pendant plus de deux décennies et fait tourner sa formation en fonction de la disponibilité des musiciens et à la discrétion de Ringo. Les concerts du All-Starr Band comportent généralement 10 à 12 chansons chantées par Ringo, y compris celles qu'il a interprétées avec les Beatles et dans sa carrière solo. Outre celles-ci, viennent celles de chacun des musiciens présents lors du concert, généralement les plus gros succès de leurs groupes respectifs ou de leurs carrières solo.
Le All-Starr Band ne compose pas de musique originale, mais plusieurs albums live du groupe ont été publiés. La seule exception est la chanson "Island in the Sun", issue de l'album 2015 de Ringo Postcards from Paradise, qui a été écrite par Ringo et Todd Rundgren et interprétée par Starr et tous les membres du groupe de cette époque-là.

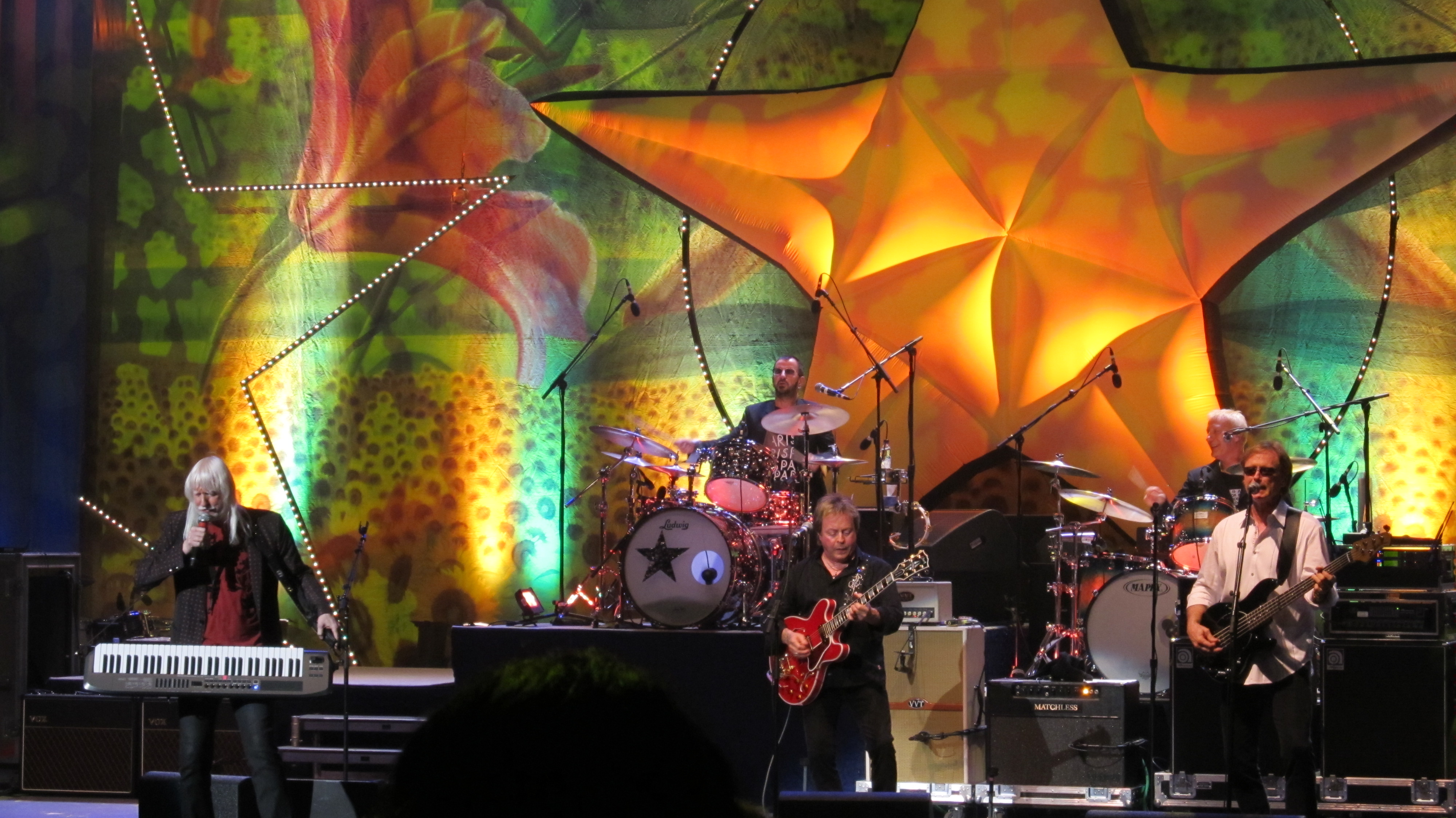
Ringo Starr et son All-Starr-Band à Paris en 2011. Edgar Winter claviers, Ringo Starr batterie, Rick Derringer guitare, Greg Bissonnette batterie et Richard Page basse.

## Composition du groupe au cours des différentes tournées

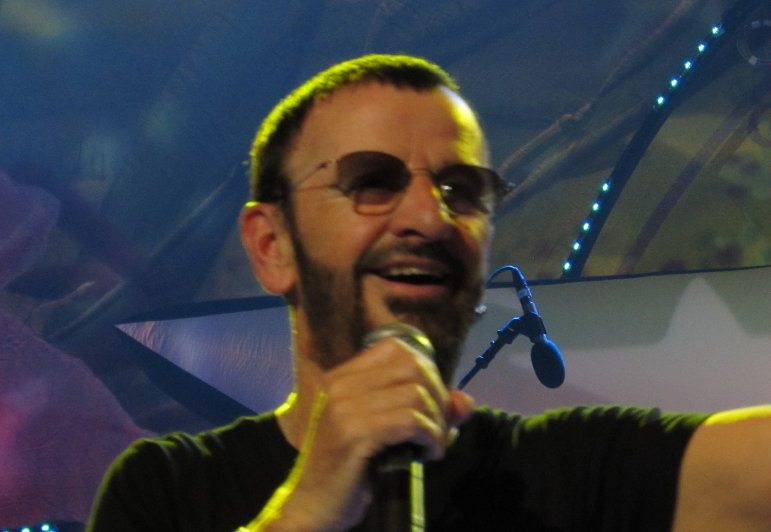
Ringo Starr et son All-Starr Band à Paris en 2011.

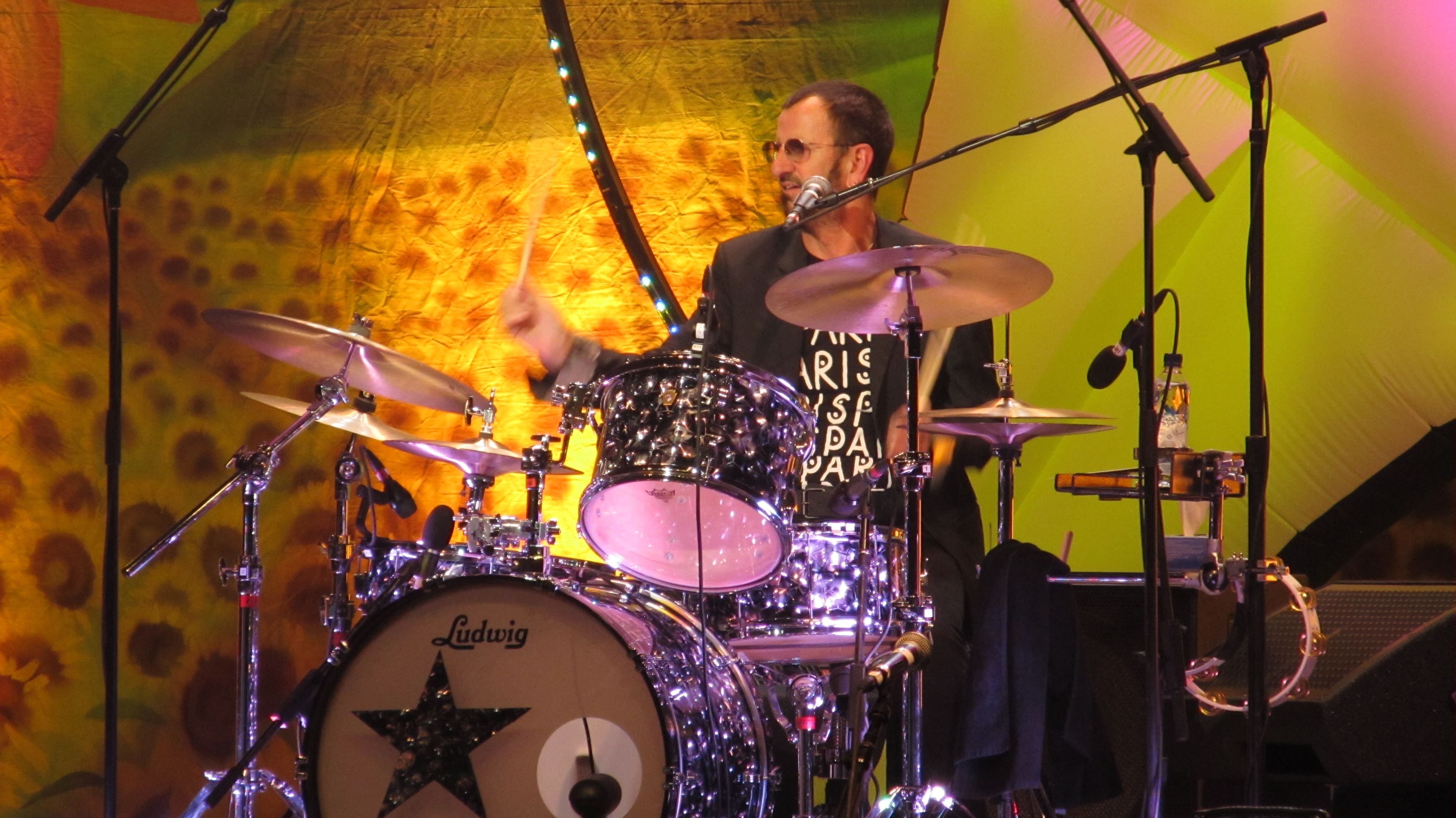
Ringo Starr durant le concert du All-Starr-Band à Paris en 2011.

|                   | 1989 | 1992 | 1995 | 1997-98 | 1999 | 2000 | 2001 | 2003 | 2006 | 2008 | 2010 | 2011 | 2012-13 | 2014 |
| Ringo Starr       | Oui  | Oui  | Oui  | Oui     | Oui  | Oui  | Oui  | Oui  | Oui  | Oui  | Oui  | Oui  | Oui     | Oui  |
| Joe Walsh         | Oui  | Oui  |      |         |      |      |      |      |      |      |      |      |         |      |
| Nils Lofgren      | Oui  | Oui  |      |         |      |      |      |      |      |      |      |      |         |      |
| Dr. John          | Oui  |      |      |         |      |      |      |      |      |      |      |      |         |      |
| Billy Preston     | Oui  |      | Oui  |         |      |      |      |      |      |      |      |      |         |      |
| Rick Danko        | Oui  |      |      |         |      |      |      |      |      |      |      |      |         |      |
| Levon Helm        | Oui  |      |      |         |      |      |      |      |      |      |      |      |         |      |
| Jim Keltner       | Oui  |      |      |         |      |      |      |      |      |      |      |      |         |      |
| Clarence Clemons  | Oui  |      |      |         |      |      |      |      |      |      |      |      |         |      |
| Todd Rundgren     |      | Oui  |      |         | Oui  |      |      |      |      |      |      |      | Oui     | Oui  |
| Dave Edmunds      |      | Oui  |      |         |      | Oui  |      |      |      |      |      |      |         |      |
| Burton Cummings   |      | Oui  |      |         |      |      |      |      |      |      |      |      |         |      |
| Timothy B. Schmit |      | Oui  |      |         |      |      |      |      |      |      |      |      |         |      |
| Zak Starkey       |      | Oui  | Oui  |         |      |      |      |      |      |      |      |      |         |      |
| Timmy Capello     |      | Oui  |      |         | Oui  |      |      |      |      |      |      |      |         |      |
| Randy Bachman     |      |      | Oui  |         |      |      |      |      |      |      |      |      |         |      |
| Mark Farner       |      |      | Oui  |         |      |      |      |      |      |      |      |      |         |      |
| Felix Cavaliere   |      |      | Oui  |         |      |      |      |      |      |      |      |      |         |      |
| John Entwistle    |      |      | Oui  |         |      |      |      |      |      |      |      |      |         |      |
| Mark Rivera       |      |      | Oui  | Oui     |      | Oui  | Oui  | Oui  |      |      |      | Oui  | Oui     |      |
| Peter Frampton    |      |      |      | Oui     |      |      |      |      |      |      |      |      |         |      |
| Gary Brooker      |      |      |      | Oui     | Oui  |      |      |      |      |      |      |      |         |      |
| Jack Bruce        |      |      |      | Oui     | Oui  | Oui  |      |      |      |      |      |      |         |      |
| Simon Kirke       |      |      |      | Oui     | Oui  | Oui  |      |      |      |      |      |      |         |      |
| Eric Carmen       |      |      |      |         |      | Oui  |      |      |      |      |      |      |         |      |
| Roger Hodgson     |      |      |      |         |      |      | Oui  |      |      |      |      |      |         |      |
| Ian Hunter        |      |      |      |         |      |      | Oui  |      |      |      |      |      |         |      |
| Howard Jones      |      |      |      |         |      |      | Oui  |      |      |      |      |      |         |      |
| Greg Lake         |      |      |      |         |      |      | Oui  |      |      |      |      |      |         |      |
| Sheila E.         |      |      |      |         |      |      | Oui  | Oui  | Oui  |      |      |      |         |      |
| Colin Hay         |      |      |      |         |      |      |      | Oui  |      | Oui  |      |      |         |      |
| Paul Carrack      |      |      |      |         |      |      |      | Oui  |      |      |      |      |         |      |
| John Waite        |      |      |      |         |      |      |      | Oui  |      |      |      |      |         |      |
| Billy Squier      |      |      |      |         |      |      |      |      | Oui  | Oui  |      |      |         |      |
| Richard Marx      |      |      |      |         |      |      |      |      | Oui  |      |      |      |         |      |
| Edgar Winter      |      |      |      |         |      |      |      |      | Oui  | Oui  | Oui  | Oui  |         |      |
| Rod Argent        |      |      |      |         |      |      |      |      | Oui  |      |      |      |         |      |
| Hamish Stuart     |      |      |      |         |      |      |      |      | Oui  | Oui  |      |      |         |      |
| Gary Wright       |      |      |      |         |      |      |      |      |      | Oui  | Oui  | Oui  |         |      |
| Gregg Bissonette  |      |      |      |         |      |      |      |      |      | Oui  | Oui  | Oui  | Oui     | Oui  |
| Wally Palmar      |      |      |      |         |      |      |      |      |      |      | Oui  | Oui  |         |      |
| Rick Derringer    |      |      |      |         |      |      |      |      |      |      | Oui  | Oui  |         |      |
| Richard Page      |      |      |      |         |      |      |      |      |      |      | Oui  | Oui  | Oui     | Oui  |
| Gregg Rolie       |      |      |      |         |      |      |      |      |      |      |      |      | Oui     | Oui  |
| Steve Lukather    |      |      |      |         |      |      |      |      |      |      |      |      | Oui     | Oui  |

David Mason devait participer à la all starr band de 1997, il était annoncé sur les affiches de la tournée.
Joe Walsh devait participer à la all starr de 1999

## Répertoire des chansons des différentes tournées

### 1989
Dallas, 23 juillet - 3 septembre 1989
It Don't Come Easy / No No Song / Yellow Submarine / Iko Iko ou Such a Night (Dr. John) / The Weight (Levon Helm, avec Dr John et Rick Danko) / Shine Silently (Nils Lofgren) / Will It Go Round in Circles (Billy Preston) / Act Naturally / Honey Don't / You're A Friend Of Mine (Clarence Clemons) / The Shape I'm In (Rick Danko) / Life In The Fast Lane (Joe Walsh) / I Wanna Be Your Man ou Back Off Boogaloo / Desperado (Joe Walsh solo) / Raining In My Heart (Rick Danko solo) / Up On Cripple Creek (Levon Helm) / Boys / Bein' Angry (Nils Lofgren) / Candy (Dr. John) / Right Place, Wrong Time (Dr. John) / Quarter To Three (Clarence Clemons) / Rocky Mountain Way (Joe Walsh) / Nothing From Nothing (Billy Preston) / Photograph / You're Sixteen / With A Little Help From My Friends

### 1992
Los Angeles, 2 juin - 6 septembre 1992
I'm The Greatest / No No Song / No Time (Burton Cummings) / Girls Talk (Dave Edmunds) / Look at Us Now ou Rocky Mountain Way (Joe Walsh) / I Can't Tell You Why (Timothy B. Schmit) / Shine Silently (Nils Lofgren) / Bang on The Drum All Day (Todd Rundgren) / Don't Go Where The Road Don't Go / Yellow Submarine / Desperado (Joe Walsh solo) / Believe (Nils Lofgren solo) / These Eyes (Burton Cummings solo) / Lady Madonna (Dave Edmunds solo) / Medley : What's Going On - Mercy Mercy Me - One World (Todd Rundgren solo) / Keep On Tryin' (Timothy B. Schmit) / Wiggle (Timmy Cappello) / Black Maria (Todd Rundgren)  / In The City (Joe Walsh) / You're Sixteen / Weight Of The World / Just A Little ou Walkin' Nerve (Nils Lofgren) / I Hear You Knocking (Dave Edmunds) / American Woman (Burton Cummings) / Boys / Photograph / Act Naturally / With A Little Help From My Friends

### 1995
Atlantic City, 21 juillet 1995
Don't Go Where The Road Don't Go  / I Wanna Be Your Man / It Don't Come Easy / The Loco-Motion (Mark Farner) / Nothing From Nothing (Billy Preston) / No Sugar Tonight (Randy Bachman) / People Got To Be Free (Felix Cavaliere) / Boris the Spider (John Entwistle) / Boys / You Ain't Seen Nothin' Yet (Randy Bachman) / You're Sixteen / Yellow Submarine / My Wife (John Entwistle) / I'm Your Captain (Mark Farner) / Honey Don't / Act Naturally / Back Off Boogaloo / Groovin' (Felix Cavaliere) / Will It Go Round in Circles (Billy Preston) / Takin' Care of Business (Randy Bachman) / Some Some Kind of Wonderful (Mark Farner) / Good Lovin' (Felix Cavaliere) / Photograph / No No Song / With A Little Help From My Friends

### 1997-98
Moscou, 25 août 1998
It Don't Come Easy / Act Naturally / The Devil That Came From Kansas ou Whiskey Train (Gary Brooker) / Show Me The Way (Peter Frampton) / Sunshine of Your Love (Jack Bruce) / Shooting Star (Simon Kirke) / Boys / Baby I Love Your Way (Peter Frampton) / You're Sixteen (1997 only) - Love Me Do (1998 only) / Yellow Submarine / As You Said ou Theme For An Imaginary Western (Jack Bruce solo avec Peter Frampton, généralement deux membres jouant chacun une chanson) /  A Salty Dog (Gary Brooker solo) / Norwegian Wood ou All I Want To Be (Is By Your Side) (Peter Frampton solo) / Conquistador (Gary Brooker) / I'm The Greatest / No No Song / La De Da (1998 only) / I Feel Free (Jack Bruce) / All Right Now (Simon Kirke) / I Wanna Be Your Man / Do You Feel Like We Do (Peter Frampton) / White Room (Jack Bruce) / A Whiter Shade of Pale (Gary Brooker) / Photograph / With A Little Help From My Friends

### 1999
Chicago, 28 février 1999
It Don't Come Easy / Act Naturally / Whiskey Train (Gary Brooker) / I Saw the Light (Todd Rundgren) / Sunshine of Your Love (Jack Bruce) / Shooting Star (Simon Kirke) / Boys / Love Me Do / Yellow Submarine / Theme from an Imaginary Western (Jack Bruce solo, joué peu de fois) / A Salty Dog ou Conquistador (Gary Brooker) / Hammer in My Heart (Todd Rundgren) / I'm The Greatest / No No Song / Back Off Boogaloo / I Feel Free (Jack Bruce) / All Right Now (Simon Kirke) / I Wanna Be Your Man / Bang The Drum All Day (Todd Rundgren) / White Room (Jack Bruce) / A Whiter Shade of Pale (Gary Brooker) / Photograph / You're Sixteen / With A Little Help From My Friends

### 2000
West Hollywood, 22 juin 2000
It Don't Come Easy / Act Naturally / Hungry Eyes (Eric Carmen) / I Hear You Knocking (Dave Edmunds) / Sunshine Of Your Love (Jack Bruce) / Shooting Star (Simon Kirke) / I Wanna Be Your Man / Love Me Do / Yellow Submarine / Boats Against The Current (Eric Carmen solo) / Classical Gas (Dave Edmunds solo, généralement seul deux artistes sur trois faisait un solo) / Lady Madonna (Dave Edmunds solo) / Theme From An Imaginary Western (Jack Bruce solo) / Go All The Way (Eric Carmen) / I'm The Greatest / No No Song / Back Off Boogaloo / I Feel Free (Jack Bruce) / All Right Now (Simon Kirke) / Boys / I Knew The Bride When She Used To Rock And Roll (Dave Edmunds) / White Room (Jack Bruce) / All by Myself (Eric Carmen) / Photograph / You're Sixteen / With A Little Help From My Friends

### 2001
San Diego, 2 septembre 2001
Photograph / Act Naturally / The Court of the Crimson King (Greg Lake) / The Logical Song (Roger Hodgson) / No One Is to Blame (Howard Jones) / Cleveland Rocks (Ian Hunter) / A Love Bizarre (Sheile E.) / Boys / Give A Little Bit (Roger Hodgson) / You're Sixteen / Yellow Submarine / Karn Evil 9 (First Impressions, Pt. 2) (Greg Lake, Sheila E, and Howard Jones) / I'm The Greatest / No No Song / Back Off Boogaloo / Things Can Only Get Better (Howard Jones) / Irene Wilde (Ian Hunter) / The Glamorous Life (Sheila E.) / I Wanna Be Your Man / Lucky Man (Greg Lake) / Everlasting Love (Howard Jones) / Take The Long Way Home (Roger Hodgson) / All the Young Dudes (Ian Hunter) / It Don't Come Easy / Don't Go Where The Road Don't Go / With A Little Help From My Friends

### 2003
Toronto, 24 juillet 2003
It Don't Come Easy / Honey Don't / Memphis In Your Mind / How Long? (Paul Carrack) / Down Under (Colin Hay) / Isn't it Time (John Waite) / A Love Bizarre (Sheila E.) / Boys / Overkill (Colin Hay) / Act Naturally / You're Sixteen / Yellow Submarine / Love Will Keep Us Alive (Paul Carrack solo, il n'y avait pas toujours de solo) / Beautiful World (Colin Hay solo) / New York City Girl (John Waite solo, joué uniquement à New York) / Here Comes the Sun (The All Starrs w/o Ringo) / Never Without You / Don't Pass Me By / No No Song / Tempted (Paul Carrack) / When I See You Smile (John Waite) / The Glamorous Life (Sheila E.) / I Wanna Be Your Man / The Living Years (Paul Carrack) / Missing You (John Waite) / Who Can It Be Now? (Colin Hay) / Photograph / Don't Go Where the Road Don't Go / With A Little Help From My Friends

### 2006
Chicago, 17 juin 2006
Introduction de With A Little Help From My Friends suivi de It Don't Come Easy / What Goes On / Honey Don't / Everybody Wants You (Billy Squier) / Free Ride (Edgar Winter) / A Love Bizarre (Sheila E.) / Boys / Don't Mean Nothing (Richard Marx) / She's Not There (Rod Argent) / Never Without You / Yellow Submarine / Dying To Live (Edgar Winter solo, featuring Rod Argent) / Right Here Waiting (Richard Marx solo) / en:Ramblin' On My Mind (Billy Squier solo, featuring Edgar Winter) / Time of the Season (Rod Argent solo) / Frankenstein (Edgar Winter) / Photograph / Choose Love / Should've Known Better (Richard Marx) / The Glamorous Life (Sheila E.) / I Wanna Be Your Man / Rock Me Tonite (Billy Squier) / Hold Your Head Up (Rod Argent) / Act Naturally / Memphis In Your Mind / With A Little Help From My Friends

### 2008
Mohegan Sun, 22 juin 2008
Introduction de With A Little Help From My Friends suivi de It Don’t Come Easy / What Goes On / Memphis in Your Mind / Lonely Is the Night (Billy Squier) / Free Ride (Edgar Winter) / Down Under (Colin Hay) / en:Dream Weaver (Gary Wright) / Boys / Pick Up the Pieces (Hamish Stuart) / Liverpool 8 / Act Naturally / Yellow Submarine / Tobacco Road (Edgar Winter solo) / Your Eyes (Gary Wright solo) / A Song for You (Hamish Stuart solo) / Are You Lookin' At Me? ou Overkill (acoustic cover) (Colin Hay solo) / In the Dark (Billy Squier solo) / Frankenstein (Edgar Winter) / Never Without You / Choose Love / The Stroke (Billy Squier) / Work To Do (Hamish Stuart) / I Wanna Be Your Man / Love Is Alive (Gary Wright) / Who Can It Be Now? (Colin Hay) / Photograph / Oh My My / Medley final composé de With A Little Help From My Friends et de Give Peace a Chance.

### 2010-11
Lyon (France), 26 juin 2011

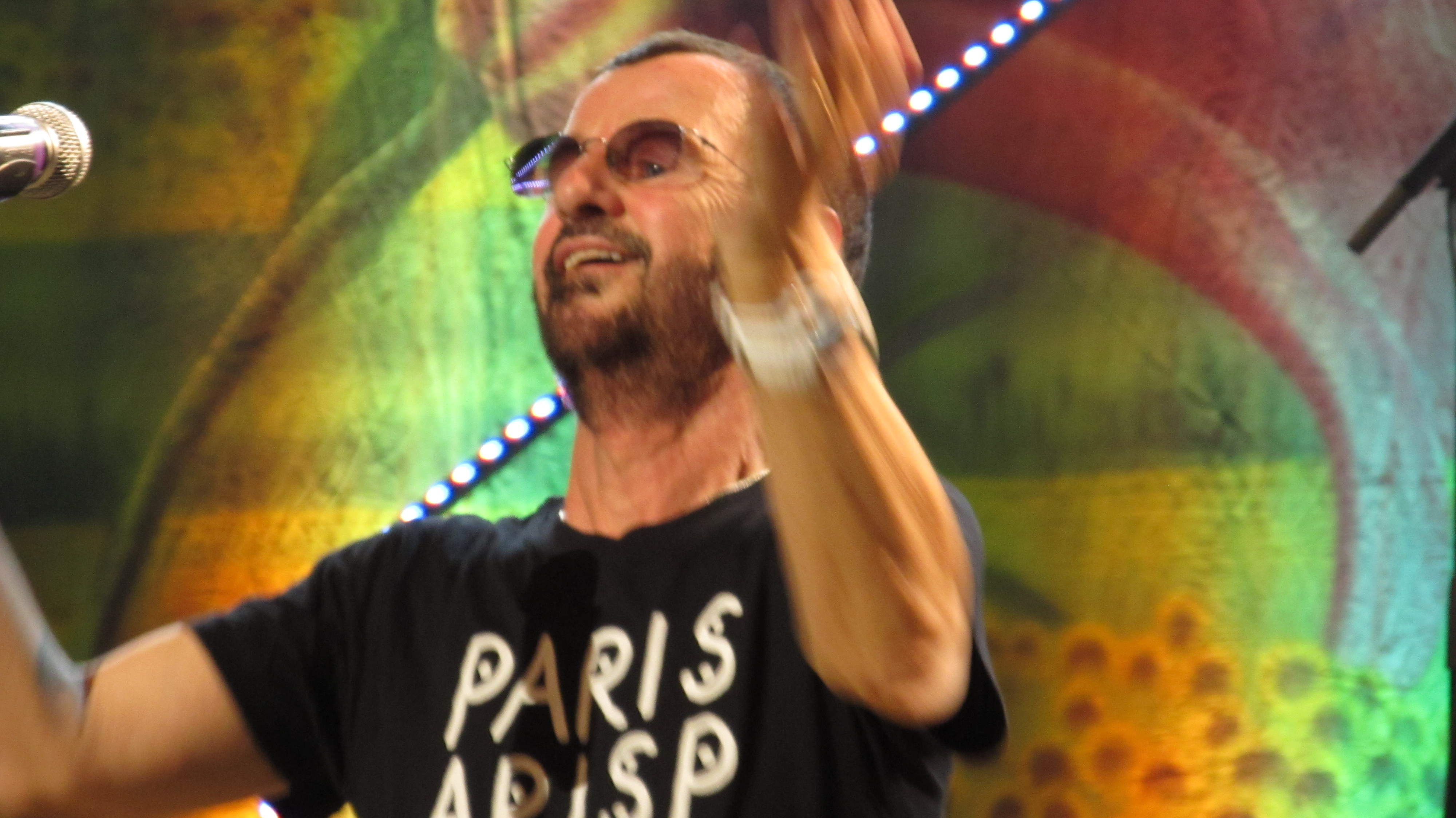
Ringo Starr à Paris en 2011.

It Don't Come Easy / Honey Don't / Choose Love / Hang On Sloopy (Rick Derringer) / Free Ride (Edgar Winter) / Talking In Your Sleep (Wally Palmar) / I Wanna Be Your Man / Dream Weaver (Gary Wright) / Kyrie (Richard Page) / The Other Side of Liverpool / Yellow Submarine / Frankenstein (Edgar Winter) / Peace Dream / Back Off Boogaloo / What I Like About You (Wally Palmar) / Rock N Roll Hoochie Koo (Rick Derringer) / Boys / Love Is Alive (Gary Wright) / Broken Wings (Richard Page) / Photograph / Act Naturally / Medley final composé de With A Little Help From My Friends et de Give Peace a Chance.

### 2012
Niagara Falls, 14 juin 2012
Matchbox / It Don't Come Easy / Wings / Hello It's Me ou Love Is the Answer (Todd Rundgren) / Evil Ways (Gregg Rolie) / Rosanna (Steve Lukather) / Kyrie (Richard Page) / Don't Pass Me By / Bang the Drum All Day (Todd Rundgren) /  Boys / Yellow Submarine / Black Magic Woman (Gregg Rolie sans Ringo) / Anthem / I'm the Greatest/ Africa (Steve Lukather) / Everybody's Everything (Gregg Rolie) / I Saw the Light (Todd Rundgren) / Broken Wings (Richard Page) / Hold the Line (Steve Lukather) / Photograph / Act Naturally / Medley final composé de With A Little Help From My Friends et de Give Peace a Chance.

## Chansons de Ringo au sein du groupe
| Song                               | 1989 | 1992 | 1995 | 1997-98 | 1999 | 2000 | 2001 | 2003 | 2006 | 2008 | 2010-11 | 2012 |
| ---------------------------------- | ---- | ---- | ---- | ------- | ---- | ---- | ---- | ---- | ---- | ---- | ------- | ---- |
| Act Naturally                      | •    | •    | •    | •       | •    | •    | •    | •    | •    | •    | •       | •    |
| Anthem                             |      |      |      |         |      |      |      |      |      |      |         | •    |
| Back Off Boogaloo                  | •    |      | •    |         | •    | •    | •    |      |      |      | •       |      |
| Boys                               | •    | •    | •    | •       | •    | •    | •    | •    | •    | •    | •       | •    |
| Choose Love                        |      |      |      |         |      |      |      |      | •    | •    | •       |      |
| Don't Go Where The Road Don't Go   |      | •    | •    |         |      |      | •    | •    |      |      |         |      |
| Don't Pass Me By                   |      |      |      |         |      |      |      | •    |      |      |         | •    |
| Give Peace a Chance                |      |      |      |         |      |      |      |      |      | •    | •       | •    |
| Honey Don't                        | •    |      | •    |         |      |      |      | •    | •    |      | •       |      |
| I Wanna Be Your Man                | •    |      | •    | •       | •    | •    | •    | •    | •    | •    | •       |      |
| I'm The Greatest                   |      | •    |      | •       | •    | •    | •    |      |      |      |         | •    |
| It Don't Come Easy                 | •    |      | •    | •       | •    | •    | •    | •    | •    | •    | •       | •    |
| La De Da                           |      |      |      | •       |      |      |      |      |      |      |         |      |
| Liverpool 8                        |      |      |      |         |      |      |      |      |      | •    |         |      |
| Love Me Do                         |      |      |      | • (98)  | •    | •    |      |      |      |      |         |      |
| Matchbox                           |      |      |      |         |      |      |      |      |      |      |         | •    |
| Memphis In Your Mind               |      |      |      |         |      |      |      | •    | •    | •    |         |      |
| Never Without You                  |      |      |      |         |      |      |      | •    | •    | •    |         |      |
| No No Song                         | •    | •    | •    | •       | •    | •    | •    | •    |      |      |         |      |
| Oh My My                           |      |      |      |         |      |      |      |      |      | •    |         |      |
| The Other Side of Liverpool        |      |      |      |         |      |      |      |      |      |      | •       |      |
| Peace Dream                        |      |      |      |         |      |      |      |      |      |      | •       |      |
| Photograph                         | •    | •    | •    | •       | •    | •    | •    | •    | •    | •    | •       | •    |
| Weight Of The World                |      | •    |      |         |      |      |      |      |      |      |         |      |
| What Goes On                       |      |      |      |         |      |      |      |      | •    | •    |         |      |
| Wings                              |      |      |      |         |      |      |      |      |      |      |         | •    |
| With A Little Help From My Friends | •    | •    | •    | •       | •    | •    | •    | •    | •    | •    | •       | •    |
| Yellow Submarine                   | •    | •    | •    | •       | •    | •    | •    | •    | •    | •    | •       | •    |
| You're Sixteen                     | •    | •    | •    | • (97)  | •    | •    | •    | •    |      |      |         |      |
| Total                              | 8    | 9    | 12   | 11      | 12   | 12   | 12   | 14   | 12   | 14   | 13      | 13   |

## Discographie

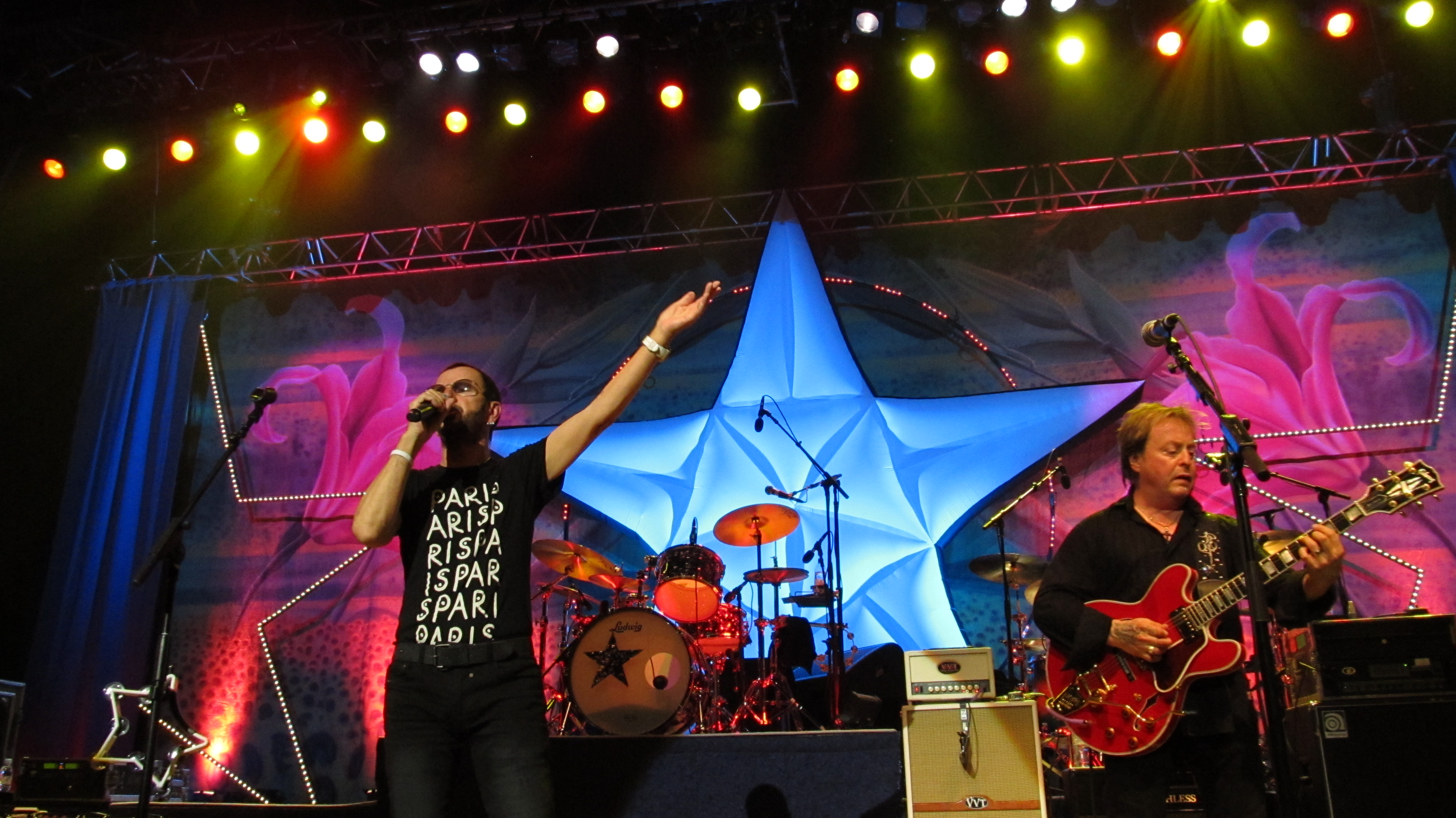
Ringo Starr et son All-Starr Band à Paris en juin 2011.

- Ringo Starr and His All-Starr Band (1990)
- Ringo Starr and His All Starr Band Volume 2: Live From Montreux (1993)
- Ringo Starr and His Third All-Starr Band-Volume 1 (1997)
- King Biscuit Flower Hour Presents Ringo and His New All-Starr Band (2002)
- Extended Versions (2003)
- Tour 2003 (2004)
- Ringo Starr and Friends (2006)
- Ringo Starr and His All Starr Band Live 2006 (2008)
- Live at the Greek Theatre 2008 (2010)